# Булед
Булед (люкс. Bauschelt, фр. Boulaide) — коммуна в Люксембурге, располагается в округе Дикирх. Коммуна Булед является частью кантона Вильц. В коммуне находится одноимённый населённый пункт.
Население составляет 931 человек (на 2008 год), в коммуне располагаются 375 домашних хозяйств. Занимает площадь 32,13 км² (по занимаемой площади 16 место из 116 коммун). Наивысшая точка коммуны над уровнем моря составляет 487 м. (30 место из 116 коммун), наименьшая 319 м. (110 место из 116 коммун).

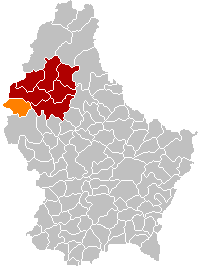
Оранжевый цвет — коммуна Булед, красный — кантон Вильц.